# Clemente di Ancira
Clemente di Ancira (Ancira, 258 – Ancira, 312) è stato un vescovo e martire, venerato come santo sia dalla Chiesa cattolica che dalle Chiese ortodosse.

## Biografia
Nacque da padre pagano e dalla madre Eufrosina, fervente cristiana, che morì quando Clemente aveva 12 anni, crescendo con una donna di nome Sofia che se ne prese cura. Clemente fu eletto a 20 anni vescovo di Ancira.
Fu arrestato e torturato ad Ancira e fu poi portato a Roma al tempo della persecuzione dei cristiani perpetrata dall'imperatore Diocleziano. Tornò ad Ancira dove nel 312 subì il martirio insieme al diacono Agatangelo di Roma, che l'aveva conosciuto nel periodo della sua prigionia e l'aveva poi seguito ad Ancira, sotto l'imperatore Massimino.

## Culto
Secondo il calendario gregoriano, il giorno di festa suo e di Agatangelo è il 23 gennaio, corrispondente al 5 febbraio secondo il calendario giuliano, che viene utilizzato in alcuni paesi ortodossi orientali.
Dal Martirologio Romano: